# Guglielmo I di Baviera
Guglielmo I di Wittelsbach (Francoforte sul Meno, 12 maggio 1330 – Le Quesnoy, 15 aprile 1388) fu duca di Baviera dal 1347, conte d'Olanda e Zelanda (Guglielmo V d'Olanda) dal 1354 e conte d'Hainaut (Guglielmo III di Hainaut) dal 1356 fino alla sua morte.

## Origine
Guglielmo era figlio della Contessa di Hainaut e Contessa d'Olanda e di Zelanda, Margherita e del marito, il duca di Baviera, re di Germania e imperatore, Ludovico IV di Wittelsbach, detto il Bavaro, figlio, secondo la Notæ Fuerstenfeldenses de Ducibus Bavariæ, del duca dell'Alta Baviera Ludovico II (il Severo) e di Matilde d'Asburgo.
Margherita era la figlia femmina primogenita del Conte di Hainaut e conte d'Olanda e di Zelanda, Guglielmo e della moglie Giovanna di Valois (1294-6 aprile 1342), la figlia terzogenita di Carlo di Valois e di Margherita d'Angiò, e come ci ricorda la Chronologia Johannes de Beke, era sorella del futuro re di Francia (1328) Filippo VI.

## Biografia
Nel gennaio 1328, suo padre, Ludovico era stato incoronato imperatore a Roma.
Suo zio, il conte d'Olanda e Zelanda e conte d'Hainaut Guglielmo, dopo aver partecipato ad una delle Crociate del Nord, in Lituania, a fianco dell'Ordine Teutonico, al ritorno, nel 1345, si trovò a dover pacificare la Frisia (in parte dipendente dai conti d'Olanda) in rivolta, e fu ucciso in uno scontro coi ribelli, come ci viene narrato nel cap. 87b dalla Chronologia Johannes de Beke, e fu sepolto abbazia Floridus campus nei pressi di Bolsward.
Alla sua morte, senza eredi, i titoli (Hainaut, Olanda e Zelanda) passarono a sua madre Margherita (la maggiore delle sue sorelle di Guglielmo II di Hainaut), in quanto le furono assegnati dal marito, l'imperatore Ludovico il Bavaro, trascurando le legittime aspettative della altre sorelle.
Ella nominò dei governatori quindi per le contee di cui era divenuta titolare, fino a che, dopo la morte del marito non assunse lei stessa il loro governo.
Dopo la morte del padre, Ludovico, nel 1347, Guglielmo gli era succeduto nei titoli insieme ai cinque fratelli e fratellastri; e, in quello stesso periodo, Guglielmo reclamò alla madre il possesso delle contee d'Olanda e di Zelanda, per cui si arrivò allo scontro tra madre e figlio, governò la contea d'Olanda; le vicende della contea negli anni tra il 1351 ed il 1354, sono narrate nella Chronologia Johannes de Beke nella continuatie II e nella continuatie IV.
Dopo la prima divisione dei territori bavaresi, nel 1349, Guglielmo ottenne la Baviera Inferiore, insieme al fratellastro, Stefano ed al fratello, Alberto. Nel 1353 vi fu una nuova divisione dei territori, con la quale si trovò a governare, insieme al fratello Alberto, in Baviera-Straubing e le contee d'Olanda e di Zelanda; infatti, nonostante l'intervento degli inglesi a suo favore, Margherita aveva dovuto combattere Guglielmo e cedere l'Olanda al figlio nel 1351 ed il rispettivo titolo tre anni dopo (1354), quando aveva abdicato a favore del figlio.
Margherita morì due anni dopo a Quesnoy e fu sepolta a Valenciennes, ed il figlio, Guglielmo le succedette anche nella contea di Hainaut.
Nel 1357 iniziò a mostrare i primi segni di squilibrio mentale, dopo essere tornato dall'Inghilterra, come risulta dal continuatie III della Chronologia Johannes de Beke; per tale ragione assunse la reggenza dell'Olanda e dell'Hainaut il fratello Alberto, come ci viene confermato dal continuatie I della Chronologia Johannes de Beke. Guglielmo rimase confinato, fine alla fine dei suoi giorni, nel castello di Quesnoy, come risulta dal continuatie III della Chronologia Johannes de Beke, dove morì, nel 1388 (secondo la Chronologia Johannes de Beke, morì, nel 1389 e gli succedette il fratello, Alberto, che gli aveva fatto da tutore).
 Alla morte di Guglielmo, senza eredi legittimi, gli succedette il fratello Alberto I, come ci viene confermato dal continuatie III della Chronologia Johannes de Beke.

## Matrimonio
Guglielmo aveva sposato, nel 1352, Matilde di Lancaster (1339-1362), figlia di Enrico Plantageneto, I duca di Lancaster, e di Isabella di Beaumont, che premorì al marito, per una intossicazione, sembra dovuta a veleno.
Da Matilde Guglielmo ebbe:
- una figlia, (1356 - che morì in tenera età).

Mentre da almeno due amanti, Guglielmo ebbe tre figli illegittimi.

## Ascendenza
|                            |                       |                        | Genitori                |  |  | Nonni |  |  | Bisnonni             |  |  | Trisnonni             |  |
|                            |                       |                        |                         |  |  |       |  |  | Ottone II di Baviera |  |  | Ludovico I di Baviera |  |
|                            |                       |                        |                         |  |  |       |  |  | Ottone II di Baviera |  |  | Ludovico I di Baviera |  |
|                            |                       | Ludmilla di Boemia     |                         |  |  |       |  |  | Ottone II di Baviera |  |  |                       |  |
| Ludovico II del Palatinato |                       |                        |                         |  |  |       |  |  | Ottone II di Baviera |  |  |                       |  |
|                            |                       | Agnese del Palatinato  | Enrico V del Palatinato |  |  |       |  |  |                      |  |  |                       |  |
|                            |                       | Agnese del Palatinato  | Enrico V del Palatinato |  |  |       |  |  |                      |  |  |                       |  |
|                            |                       | Agnese del Palatinato  | Agnese di Hohenstaufen  |  |  |       |  |  |                      |  |  |                       |  |
| Ludovico il Bavaro         |                       | Agnese del Palatinato  |                         |  |  |       |  |  |                      |  |  |                       |  |
|                            |                       | Rodolfo I d'Asburgo    | Alberto IV il Saggio    |  |  |       |  |  |                      |  |  |                       |  |
|                            |                       | Rodolfo I d'Asburgo    | Alberto IV il Saggio    |  |  |       |  |  |                      |  |  |                       |  |
|                            |                       | Rodolfo I d'Asburgo    | Edvige di Kyburg        |  |  |       |  |  |                      |  |  |                       |  |
| Matilde d'Asburgo          |                       | Rodolfo I d'Asburgo    |                         |  |  |       |  |  |                      |  |  |                       |  |
|                            |                       | Gertrude di Hohenberg  | Burcardo V di Hohenberg |  |  |       |  |  |                      |  |  |                       |  |
|                            |                       | Gertrude di Hohenberg  | Burcardo V di Hohenberg |  |  |       |  |  |                      |  |  |                       |  |
|                            |                       | Gertrude di Hohenberg  | Matilde di Tubinga      |  |  |       |  |  |                      |  |  |                       |  |
| Guglielmo I di Baviera     |                       | Gertrude di Hohenberg  |                         |  |  |       |  |  |                      |  |  |                       |  |
|                            | Giovanni I di Hainaut | Giovanni d'Avesnes     |                         |  |  |       |  |  |                      |  |  |                       |  |
|                            | Giovanni I di Hainaut | Giovanni d'Avesnes     |                         |  |  |       |  |  |                      |  |  |                       |  |
|                            | Giovanni I di Hainaut | Adelaide d'Olanda      |                         |  |  |       |  |  |                      |  |  |                       |  |
| Guglielmo I di Hainaut     | Giovanni I di Hainaut |                        |                         |  |  |       |  |  |                      |  |  |                       |  |
|                            |                       | Filippa di Lussemburgo | Enrico V di Lussemburgo |  |  |       |  |  |                      |  |  |                       |  |
|                            |                       | Filippa di Lussemburgo | Enrico V di Lussemburgo |  |  |       |  |  |                      |  |  |                       |  |
|                            |                       | Filippa di Lussemburgo | Margherita di Bar       |  |  |       |  |  |                      |  |  |                       |  |
| Margherita II di Hainaut   |                       | Filippa di Lussemburgo |                         |  |  |       |  |  |                      |  |  |                       |  |
|                            |                       | Carlo di Valois        | Filippo III di Francia  |  |  |       |  |  |                      |  |  |                       |  |
|                            |                       | Carlo di Valois        | Filippo III di Francia  |  |  |       |  |  |                      |  |  |                       |  |
|                            |                       | Carlo di Valois        | Isabella d'Aragona      |  |  |       |  |  |                      |  |  |                       |  |
| Giovanna di Valois         |                       | Carlo di Valois        |                         |  |  |       |  |  |                      |  |  |                       |  |
|                            |                       | Margherita d'Angiò     | Carlo II di Napoli      |  |  |       |  |  |                      |  |  |                       |  |
|                            |                       | Margherita d'Angiò     | Carlo II di Napoli      |  |  |       |  |  |                      |  |  |                       |  |
|                            |                       | Margherita d'Angiò     | Maria d'Ungheria        |  |  |       |  |  |                      |  |  |                       |  |
|                            |                       | Margherita d'Angiò     |                         |  |  |       |  |  |                      |  |  |                       |  |

### Fonti primarie
- (LA)  Monumenta Germaniae Historica, Scriptores, tomus XXIV.
- (LA)  Chronologia Johannes de Bek.

### Letteratura storiografica
- W.T. Waugh, "Germania: Ludovico il Bavaro", cap. IX, vol. VI (Declino dell'impero e del papato e sviluppo degli stati nazionali) della Storia del Mondo Medievale, 1999, pp. 372–400.
- W.T. Waugh, "Germania: Carlo IV", cap. X, vol. VI (Declino dell'impero e del papato e sviluppo degli stati nazionali) della Storia del Mondo Medievale, 1999, pp. 401–422.
- Alexander Bruce Boswell, "l'ordine teutonico", cap. XIII, vol. VI (Declino dell'impero e del papato e sviluppo degli stati nazionali) della Storia del Mondo Medievale, 1999, pp. 501–530.
- Henry Pirenne, "I Paesi Bassi", cap. XII, vol. VII (L'autunno del Medioevo e la nascita del mondo moderno) della Storia del Mondo Medievale, 1999, pp. 411–444.